# Coro Monteverdi
O  Monteverdi Choir ("Coro Monteverdi", em inglês) é um coro fundado em 1964 por sir John Eliot Gardiner para uma interpretação do Vespro della Beata Vergine, na capela da Capela do King's College, em Cambridge. Especialista em música barroca, o coro se tornou famoso por suas convicções estilísticas e extenso repertório, que compreende músicas desde o barroco até a música do século XX.

## Bach Cantata Pilgrimage
Em 2000, o Coro, em conjunto com os English Baroque Soloists ("Solistas Barrocos Ingleses"), empreenderam um difícil projeto, a Bach Cantata Pilgrimage (Peregrinação das cantatas de Bach), onde interpretaram todas as cantatas sacradas de Johann Sebastian Bach em mais de sessenta igrejas em toda a Europa para comemorar os 250.º aniversário da morte do compositor. Fizeram gravações durante este percurso com o selo do próprio Eliot Gardiner, Soli Deo Gloria.

## Discografia
Nota: Esta discografia está incompleta. Todas as gravações mencionadas são com os Solistas Barrocos Ingleses, dirigido pelo próprio Gardiner, salvo dito o contrário

### Johann Sebastian Bach

#### Cantatas
- Cantatas da Páscoa: BWV 6: Bleib bei uns, denn es will Abend werden, 66 — 2000 — Archiv Produktion 463 580-2
- Cantatas: BWV 106, 118/231, 198: Laß, Fürstin, laß noch einen Strahl — 1990 — Archiv Produktion 463 581-2
- Cantatas para o terceiro domingo depois da Epifania: BWV 72, 73, 111, 156 — 2000 — Archiv Produktion 463 582-2
- Cantatas para a Ascensão: BWV 43, 128, 37, 11 — 2000 — Archiv Produktion 463 583-2
- Cantatas Whitsun: BWV 172, 59, 74, 34 — 2000 — Archiv Produktion 463 584-2
- Cantatas para a Festa da Candelária: BWV 83, 82: Ich habe genug, 125, 200 — 2000 — Archiv Produktion 463 585-2
- Cantatas: BWV 98, 139, 16 — 2000 — Archiv Produktion 463 586-2
- Cantatas: BWV 140: Wachet auf, ruft uns die Stimme, 147 — 1992 — Archiv Produktion 463 587-2
- Cantatas do Advento: BWV 61, 36, 62 — 1992 — Archiv Produktion 463 588-2
- Cantatas do Natal: BWV 63, 64, 121, 133 — 2000 — Archiv Produktion 463 589-2
- Cantatas para o nono domingo depois da Trinidade: BWV 94, 168, 105 — 2000 — Archiv Produktion 463 590-2
- Cantatas para 11º domingo depois da Trinidade: BWV 179, 199: Mein Herze schwimmt im Blut, 113 — 2000 — Archiv Produktion 463 591-2
- Cantatas para o segundo domingo depois da Epifania: BWV 155, 3, 13 y Cantatas para o 4.º domingo depois da Epifania: BWV 81, 14, 26, Motete BWV 227 (2 CDs) — 2005 — SDG 115
- Cantatas para a Festa de São João Batista: BWV 167, 7, 30 e Cantatas para o primeiro domingo depois da Trinidade: BWV 75, 20, 39 (2 CDs) — 2005 — SDG 101
- Cantatas para o 15.º domingo depois da Trinidade: BWV 138, 99, 51, 100 e Cantatas para o 16.º domingo depois da Trinidade: BWV 161, 27, 8: Liebster Gott, wenn werd ich sterben?, 95 (2 CDs) —2005 — SDG 104
- Cantatas para o terceiro domingo depois da Páscoa (Jubilate): BWV 12, 103, 146 e Cantatas para o quarto domingo depois da Páscoa: BWV 166, 108, 117 (2 CDs) — 2005 — SDG 107
- Cantatas para o 19.º domingo depois da Trindade: BWV 48, 5, 90, 56 e Cantatas para a festa da Reforma: BWV 79, 192, 80: Ein feste Burg ist unser Gott (2 CDs) — 2005 — SDG 110
- Alles mit Gott, BWV 1127 & Arias y Coros das Cantatas BWV 71, 78, 151, 155, 159, 182, 190 — 2005 — SDG 114
- Cantatas para o Natal & para o segundo dia do Natal: BWV 91, 121, 40, 110 — 2005 — SDG 113

#### Outras obras
- Missa em si menor, BWV 232 — 1985 — Archiv Produktion 415 514-2
- Paixão Segundo São Mateus, BWV 244 — 1989 — Archiv Produktion 427 648-2
- Paixão Segundo São Jõao, BWV 245 — 1986 — Archiv Produktion 419 324-2
- Magnificat, BWV 243 e Cantata: BWV Jauchzet Gott in allen Landen 51 (com Emma Kirkby) — 1985 — Philips Classics 464 672-2

### Outros compositores

#### Claudio Monteverdi
- Vespro della Beata Vergine 1610 e Magnificat a sei voci — 1990 — Archiv Produktion 429 565-2
- Vespro della Beata Vergine (1610) y Motetes por Giovanni Gabrieli, Giovanni Bassano & Claudio Monteverdi (2 CDs) — 1994 — Decca

#### Antonio Vivaldi
- Gloria em Re maior, RV 589 — 2001 — Philips Classics 462 597-2

#### Georg Friedrich Händel
- O Messias — 1982 — Philips Classics 411 041-2
- Dixit Dominus —2001 — Philips Classics 462 597-2

#### Joseph Haydn
- As Estações, Hob. XXI:3 — 1992 — Archiv Produktion 431 818-2
- A Criação, Hob. XXI:2 — 1996 — Archiv Produktion 449 217-2

#### Wolfgang Amadeus Mozart
- Requiem, KV 626 e Kyrie em re menor, KV 341 — 1986 — Philips Classics
- Missa em dó menor, "Grande" Missa, K. 427 — 1986 — Philips Classics
- La Clemenza di Tito — 1991 — Archiv Produktion
- O rapto do serralho — 1992 — Archiv Produktion 435 857-2
- Così fan tutte — 1993 — Archiv Produktion 437 829-2
- As bodas de Fígaro — 1994 — Archiv Produktion 439 871-2
- Don Giovanni — 1995 — Archiv Produktion 445 870-2
- A flauta mágica — 1996 — Archiv Produktion 449 166-2

#### Ludwig van Beethoven
- Missa Solemnis, op. 123 — 1990 — Archiv Produktion 429 779-2
- Missa em Do, op. 86, "Ah! perfido" — "Per pietà" op. 65, y Kantate op. 112: Meeresstille und glückliche Fahrt — 1992 — Archiv Produktion 435 391-2
- Sinfonia n.º 9 em re menor, op. 125 — 1994 — Archiv Produktion 447 074-2

#### Outras gravações
- Music of the Chapels Royal (música de Henry Purcell, Matthew Locke, John Blow, e Pelham Humfrey) — 2002 — apex 0927 44352 2
- Membra Jesu Nostri por Buxtehude e O bone Jesu, fili Mariae (SWV 471), um concerto sacro de Schütz — Archiv Produktion 447 298-2